# Eminentiana
Eminentiana (łac. Diocesis Eminentianensis) – stolica historycznej diecezji w Cesarstwie rzymskim, w prowincji Mauretania Sitifense, zlikwidowana w VII w. podczas ekspansji islamskiej, współcześnie w północnej Algierii. Obecnie katolickie biskupstwo tytularne.

## Biskupi
| Lp. | Biskup                  | Funkcja | Od               | Do                  |
| --- | ----------------------- | --- | ---------------- | ------------------- |
| 1   | Julius Angerhausen      | biskup pomocniczy Essen (Niemcy)                                                                                    | 27 stycznia 1959 | 22 sierpnia 1990    |
| 2   | Csaba Ternyák           | biskup pomocniczy ostrzyhomski (Węgry) urzędnik Kurii Rzymskiej                                                     | 24 grudnia 1992  | 15 marca 2007       |
| 3   | Daniel Kozelinski Netto | biskup pomocniczy archieparchii w Kurytybie (Brazylia) administrator apostolski eparchii w Buenos Aires (Argentyna) | 20 czerwca 2007  | 8 października 2016 |
| 4   | Noel Seyoum Fransua     | wikariusz apostolski Hosanna (Etiopia)                                                                              | 8 kwietnia 2017  |                     |